# پیراشیلی‌نخل‌ها
پیراشیلی‌نخل‌ها (نام علمی: Parajubaea) نام یک سرده از تیره نخل است.